# Saint-Laurent-d'Envermeu
Saint-Laurent-d'Envermeu is een gehucht en voormalige gemeente in de Franse gemeente Envermeu in het departement Seine-Maritime. Het gehucht ligt een paar honderd meter ten zuiden van het dorpscentrum van Envermeu, aan de andere kant van de Eaulne. Het is door lintbebouwing vergroeid met het dorpscentrum van Envermeu.

## Geschiedenis
In 1052 werd hier een priorij gesticht, de Prieuré de Saint-Laurent. De 18de-eeuwse Cassinikaart vermeldt hier de priorij St.Laurent pre.. 
Op het eind van het ancien régime eind 18de eeuw, toen de gemeenten werden gecreëerd, werd Saint-Laurent-d'Envermeu een gemeente. Bij de Franse Revolutie werd priorij in beslag genomen. De kerk en het kerkhof werden verkocht als nationaal goed, en verschillende gebouwen werden de volgende jaren gesloopt.
In 1822 werd de gemeente Saint-Laurent-d'Envermeu al opgeheven en net als het naburige Hybouville aangehecht bij de gemeente Envermeu.
Auberville-sur-Eaulne · Bray · Le Buc · Envermeu · Hybouville · Saint-Laurent-d'Envermeu · Torqueville